# Touches de défilement

Touches de défilement sur un clavier français

Sur les claviers informatiques, les touches de défilement sont les touches qui permettent de faire défiler les pages affichées à l'écran d'un ordinateur.
Le texte des touches fait souvent place à des logotypes (flèches dessinées).
Il ne faut pas la confondre avec la touche d'arrêt du défilement.

## Touches
Les touches de défilement sont les suivantes :
- ⇟ page suivante : (Abrégée en Pg.Suiv voire Pg AV, ou PgDn en anglais) permet de passer à la page suivante,
- ⇞ page précédente : (Abrégée en Pg.Préc voire Pg AR, ou PgUp en anglais) permet de passer à la page précédente,
- ⇱ aller au début : (Abrégée en Pos 1 voire Orig, ou Home voire Origin en anglais) permet de revenir au début d'une ligne ou d'un document,
- ⇲ aller à la fin : (Abrégée en Fin, ou End en anglais) permet de passer à la fin d'une ligne ou d'un document.

Elles sont souvent accompagnées des touches d'édition suivantes :
- Insertion : (Abrégée en Inser, Insert ou Ins) permet de basculer être les modes insertion et écrasement,
- Suppression : (Abrégée en Suppr, ou Del ou Delete en anglais) permet de supprimer un caractère ou un élément sélectionné (texte, fichier ou objet).